# Заремби-Хоромани
Заремби-Хоромани (пол. Zaręby-Choromany) — село в Польщі, у гміні Анджеєво Островського повіту Мазовецького воєводства.
Населення — 94 особи (2011).
У 1975-1998 роках село належало до Ломжинського воєводства.

## Демографія
Демографічна структура станом на 31 березня 2011 року:
|          | Загалом | Допрацездатний вік | Працездатний вік | Постпрацездатний вік |
| -------- | ------- | ------------------ | ---------------- | -------------------- |
| Чоловіки | 52      | 13                 | 32               | 7                    |
| Жінки    | 42      | 11                 | 23               | 8                    |
| Разом    | 94      | 24                 | 55               | 15                   |